# 스톤 로지스
스톤 로지스(The Stone Roses)는 1983년 맨체스터에서 결성된 영국의 얼터너티브 록 밴드이다. 매드체스터 무브먼트의 선구자들 가운데 하나로, 1980년대 후반부터 1990년대 초반까지 활동하였다. 전성기 구성원으로는 보컬 이언 브라운, 기타 연주자 존 스콰이어, 베이스 연주자 개리 "매니" 모운필드, 드럼 연주자 알란 "레니" 렌이 있다.
데뷔 음반 《The Stone Roses》를 1989년에 발매했다. 이 음반은 밴드 성공의 시작이 되었으며 많은 비평가들이 영국의 가장 훌륭한 음반들 가운데 하나로 꼽으며 찬사를 받았다. 이 때 밴드는 메이저 레이블과 계약하며 성공의 가도를 걷기 시작한다.
2013년 6월에는 셰인 메도우스가 감독한 밴드의 재결성에 대한 다큐멘터리 영화 《스톤 로지스: 메이드 오브 스톤》이 개봉하였다.

## 음악 스타일과 영향
스톤 로지스는 개러지 록, 노던 록, 펑크 록과 비틀즈, 롤링 스톤스, 비치 보이스, 버즈, 조니 마, 지미 헨드릭스, 레드 제플린, 지저스 앤 메리 체인, 소닉 유스, 섹스 피스톨스, 더 클래시 등의 음악가에게 영향을 받았다.
밴드는 애시드 하우스 리듬과 기타 팝 사운드를 섞은 얼터너티브 록 스타일인 매드체스터의 한 부분을 담당하였다.
또 밴드는 다른 음악가들에게 영향을 주었는데 특히 오아시스의 노엘 갤러거는 인터뷰에서 "〈Sally Cinnamon〉을 처음 듣고 이건 나의 운명이구나 라고 느꼈다."라고 밝혔으며 리암 갤러거 또한 스톤 로지스의 공연을 보고 음악가가 되는데 영향을 받았다고 하였다.

## 음반 목록
정규 음반
- 《The Stone Roses》 (1989년)
- 《Second Coming》 (1994년)